# Mythologem
Ein Mythologem ist ein einzelnes Element oder Motiv innerhalb der Mythologie. Laut der Theaterwissenschafterin Katharina Keim bzw. weiter zurückzuführen auf Claude Lévi-Strauss (von diesem Mythem genannt) ist ein Mythologem die Bezeichnung für die kleinste, semantisch und historisch invariable, konstitutive Einheit des Mythos. Dies wäre z. B. beim Medea-Mythos der Kindermord.
Mythologeme sind konstante „Teile der Welt“ im Unbewussten, die in der Psyche strukturell eingeschlossen sind. Sie stellen jene Konstanten dar, die sich unabhängig von Kultur und Entstehungszeit relativ identisch ausdrücken.